# Gornji Suhor pri Metliki
Gornji Suhor pri Metliki je naselje u slovenskoj Općini Metliki. Gornji Suhor pri Metliki se nalazi u pokrajini Dolenjskoj i statističkoj regiji Jugoistočnoj Sloveniji. 

## Stanovništvo
Prema popisu stanovništva iz 2002. godine naselje je imalo 90 stanovnika.